# Hinterer Geißstein
Hinterer Geißstein är en bergstopp i Österrike.   Den ligger i distriktet Sankt Johann im Pongau och förbundslandet Salzburg, i den centrala delen av landet, 240 km väster om huvudstaden Wien. Toppen på Hinterer Geißstein är 2 190 meter över havet, eller 515 meter över den omgivande terrängen. Bredden vid basen är 8,0 km.
Terrängen runt Hinterer Geißstein är bergig åt nordväst, men åt sydost är den kuperad. Närmaste större samhälle är Radstadt, 10,8 km nordväst om Hinterer Geißstein. 
I omgivningarna runt Hinterer Geißstein växer i huvudsak blandskog. Runt Hinterer Geißstein är det ganska glesbefolkat, med 23 invånare per kvadratkilometer.